# Sistotrema eximum
Sistotrema eximum é uma espécie de fungo pertence à família Hydnaceae.